# Kvantifikátor jednoznačné existence
Kvantifikátor jednoznačné existence (∃!) je matematický symbol používaný nejčastěji v predikátové logice. Do běžného jazyka lze jeho význam přeložit jako existuje právě jedno. Nepatří mezi dva základní kvantifikátory – obecný a existenční, lze ho pomocí nich vyjádřit. Také má na rozdíl od obou výše zmíněných kvantifikátorů smysl pouze v predikátové logice s rovností.

## Vyjádření pomocí ostatních kvantifikátorů
Kvantifikátor jednoznačné existence lze pomocí existenčního a obecného kvantifikátoru vyjádřit následovně (zápis je pouze schematický a matematicky nepřesný):
„{\displaystyle (\exists !{x})\Leftrightarrow (\exists {x}\land (\forall {y}:y=x))}“, tj. v uvažovaném oboru existuje právě jeden objekt tehdy, existuje-li nějaký objekt a každý jiný je s ním totožný.

## Příklady použití
- Například zápis (∃!x)(x ϵ M), který znamená „Existuje jediný objekt, který je prvkem množiny M“, je definicí pro singleton.